# Ковельский район
Ко́вельский райо́н (укр. Ковельський район) — административная единица в центре Волынской области Украины. Административный центр — город Ковель.

## География

### Расположение
Район расположен в центральной части области.
На севере граничит — с Брестским, Малоритским, Кобринским, и Дрогичинским районами Брестской области Республики Беларусь. На востоке — с Камень-Каширским, на юго-востоке — с Луцким, на юге — с Владимирским районами Волынской области.

### Гидрография
Район относится к бассейну двух правых притоков Припяти Турии и Стохода. Турия протекает в западной части района, Стоход в восточной. Также по району протекают реки Воронка и Рудка, впадающие в Турию.

## История
Ковельский район образован в УССР в 1940 году.
В 1939 году здесь началось издание районной газеты.
21 января 1959 года к Ковельскому району была присоединена часть территории упразднённого Голобского района, а 14 сентября 1959 года — часть территории упразднённого Луковского района.
17 июля 2020 года в результате административно-территориальной реформы район был укрупнён, в его состав вошли территории:
- Ковельского района,
- Любомльского района,
- Ратновского района,
- Старовыжевского района,
- Турийского района (за исключением Гайковского и Овлочинского сельских советов),
- Шацкого района,
- а также города областного значения Ковель.

## Население
Численность населения района в укрупнённых границах — 271,0 тыс. человек.
Численность населения района в границах до 17 июля 2020 года по состоянию на 1 января 2020 года — 40 395 человек, из них городского населения — 8 527 человек, сельского — 31 868 человек.
Численность наличного населения района, на 1 декабря 2013 года составляло 40 411 человек, в том числе в городских условиях проживали 8 601 человек (21,28 %), в сельских — 31 810 (78,72 %). Постоянное население — 40 767 человек, в том числе городское население — 8 634 человека (21,18 %), сельское — 32 133 (78,82 %).

## Административное устройство
Район в укрупнённых границах с 17 июля 2020 года делится на 23 территориальные общины (громады), в том числе 2 городские, 9 поселковых и 12 сельских общин (в скобках — их административные центры):
- Городские:
  - Ковельская городская община (город Ковель),
  - Любомльская городская община (город Любомль);
- Поселковые:
  - Голобская поселковая община (посёлок Голобы),
  - Головненская поселковая община (посёлок Головно),
  - Заболотьевская поселковая община (посёлок Заболотье),
  - Луковская поселковая община (посёлок Луков),
  - Люблинецкая поселковая община (посёлок Люблинец),
  - Ратновская поселковая община (посёлок Ратно),
  - Старовыжевская поселковая община (посёлок Старая Выжевка),
  - Турийская поселковая община (посёлок Турийск),
  - Шацкая поселковая община (посёлок Шацк);
- Сельские:
  - Велимченская сельская община (село Велимче),
  - Велицкая сельская община (село Велицк),
  - Вишневская сельская община (село Вишнев),
  - Дубечненская сельская община (село Дубечно),
  - Дубовская сельская община (село Дубовое),
  - Забродовская сельская община (село Заброды),
  - Колодяжненская сельская община (село Колодежно),
  - Поворская сельская община (село Поворск),
  - Ровненская сельская община (село Ровное),
  - Самаровская сельская община (село Самары),
  - Сереховичевская сельская община (село Сереховичи),
  - Смидинская сельская община (село Смидин).

### История деления района
Количество местных советов (рад) в старых границах района до 17 июля 2020 года:
- городских — 0
- поселковых — 2
- сельских — 28

Количество населённых пунктов в старых границах района до 17 июля 2020 года:
- городов районного значения — 0
- посёлков городского типа — 2 (Голобы — 4 240, Люблинец — 4 044)
- сёл — 91
- посёлков сельского типа — 0

Всего — 93 населенных пункта.

## Транспорт
Через район проходят трассы Е85 и Е373.